# Talietumu
Talietumu ou Kolo Nui est un site archéologique de Wallis-et-Futuna dans la partie sud-ouest de l'océan Pacifique.

## Site
Le fort de Talietumu est situé à environ 9 km au sud-ouest de la capitale Mata-Utu et au nord-est de Halalo dans le district de Mu'a sur l'île de Wallis (Uvea).
Le site était une colonie tongienne fortifiée appelée Kolo Nui et toute la forteresse est entourée d'un solide mur défensif construit en basalte avec plusieurs entrées. À l'intérieur du fort, il y a quelques bâtiments et structures préservés, des pelouses et la plate-forme centrale surélevée appelée Talietumu (un marae ou mala'e, « lieu sacré »). La plate-forme est de forme circulaire prolongée sur une base de palissade circulaire. Des passerelles surélevées pavées de pierre partent du mala'e et rayonnent vers l'extérieur depuis l'intérieur du fort.

## Histoire
Le fort, construit vers 1450 lors de l'expansion de l'empire Tu'i Tonga, était le dernier bastion des Tongiens sur Uvea jusqu'à leur défaite.
Cette structure aurait été érigée par la famille Ha’avakatolo sous le règne du hau Ga'asialili, deuxième régnant de la première dynastie selon la chronologie du Père Henquel. La famille Ha’avakatolo, originaire de Tonga, serait alors venue avec les Ha'amea comme gardes du hau Ga'asialili. C’est cette famille qui fonde la résidence de Finekata, située à Vaimalau, et y construit deux maisons pour Talietumu et Mito.
Au cours du XVIIe siècle ou du XVIIIe siècle, le fort fut abandonné et tomba en ruine.
Les archéologues français du CNRS Daniel Frimigacci, Jean-Pierre Siorat et Maurice Hardy ont passé plusieurs années à restaurer la plate-forme centrale en utilisant des techniques originales et ont terminé ce travail vers 1997. La plate-forme mesure désormais environ 5 mètres de hauteur et environ 80 m de longueur.
Aujourd'hui, les ruines de la forteresse sont une attraction touristique populaire.